# 川滇风毛菊
川滇风毛菊（学名：Saussurea wardii）是菊科风毛菊属的植物，是中国的特有植物。分布在中国大陆的四川、湖北、云南等地，生长于海拔4,200米至4,400米的地区，多生于山坡草地，目前尚未由人工引种栽培。